# Новосибірськ – Барнаул – Горно-Алтайськ
Новосибірськ – Барнаул – Горно-Алтайськ – газопровід на півдні Західного Сибіру.
Наприкінці 1970-х ввели в дію газопровід Нижньовартовськ – Кузбас, від якого у 1980-му проклали ділянку Проскоково – Новосибірськ. А наприкінці 1980-х через Новосибірськ у напрямку Кузбасу пройшов газопровід СРТО – Омськ. Це створило передумови для подачі ресурсу до Алтайського краю, для чого в 1995-му ввели в дію газопровід Новосибірськ – Барнаул довжиною 292 км, який виконаний в діаметрі 720 мм та має робочий тиск 5,5 МПа.
В 2006 – 2008 роках газопровід продовжили за рахунок ділянки Барнаул – Бійськ – Горноалтайськ (з відгалуженням на Білокуриху) довжиною 326 км, яка виконана в діаметрах 720 мм, 530 мм та 300 мм. На підході до Горно-Алтайська облаштували дюкерний перехід через Катунь завдовжки 680 метрів.